# Ectropothecium laevigatum
Ectropothecium laevigatum är en bladmossart som beskrevs av George Henry Kendrick Thwaites och Mitten 1873. Ectropothecium laevigatum ingår i släktet Ectropothecium och familjen Hypnaceae. Inga underarter finns listade i Catalogue of Life.